# Elisabeth Anrep-Nordin
Elisabeth Anrep-Nordin, född Anrep den 21 april 1857 i Skultuna församling, Västmanlands län, död 10 augusti 1947 i Lerums församling, Älvsborgs län, var en svensk döv- och blindpedagog. Anrep-Nordin grundade Vänersborgs döv- och stumskola år 1892 och var den första kvinnan som var ledamot i Vänersborgs stadsfullmäktige.

## Biografi

### Tidiga år
Elisabeth Anrep-Nordins föräldrar var överdirektörsassistenten i Järnvägsstyrelsen Frans Anrep och grevinnan Julia Mörner af Morlanda. Hon var vidare brorsdotter till genealogen Gabriel Anrep och Carl Axel Anrep.

### Karriär
Anrep-Nordin arbetade till en början som simskollärare vid Manilla dövstumskola.
Hon är den första kvinna i Sverige som avlade dövlärarexamen, 1877, samma år som hon avlade telegrafistexamen. Hon började sin banbrytande verksamhet 1882 med att undervisa och uppfostra blinda döva, senare också blinda med andra funktionshinder. År 1886 öppnade hon en skola i Skara för fyra elever och var föreståndare fram till 1921 för det på hennes initiativ öppnade Skolhemmet för blinda döva i Skara, som senare flyttades till Vänersborg och blev Drottning Sofias stiftelse. År 1922 blev hon rektor vid Vårdanstalten i Lund för blinda med komplicerat lyte men avgick samma år med pension. 
Anrep-Nordin blev 1910 en av de första kvinnorna att inväljas i en svensk stadsfullmäktigeförsamling, då hon med stöd av reformvännerna valdes till stadsfullmäktige i Vänersborg.

### Familj
Anrep-Nordin gifte sig 1879 med dövskolerektorn Fredrik Nordin och de fick sonen tonsättaren Birger Anrep-Nordin. I äktenskapet föddes också dottern Gertrud som gifte sig med museimannen Ernst Fischer.

## Eftermäle och minnen
"Elisabeth Port" i Vänersborg är uppkallad efter henne. Hon är begravd på Strandkyrkogården, Vänersborg.